# Randal's Monday
Randal's Monday is een point-and-click adventure uit 2014 en is enkel beschikbaar voor Microsoft Windows. Het is het eerste spel ontwikkeld door Nexus Game Studio. Het wordt uitgegeven via Daedalic Entertainment.

## Spelbesturing
Het spel volgt het principe van een klassiek avonturenspel. De speler bestuurt het personage Randal. Randal kan conversaties aangaan met andere personen en her en der zaken oprapen. Die items komen in een inventaris en kan men, al dan niet gecombineerd, gebruiken om diverse puzzels op te lossen.

## Verhaal
Randal zit op een zondagavond op café met een vriend en diens verloofde. Die vriend heeft een trouwring gekocht voor slechts enkele Doritos. Randal, een asociale kleptomaan, komt in het bezit van de ring. De volgende dag, maandag, blijkt de ring verdoemd te zijn, waardoor Randal die dag steeds opnieuw beleeft. Hij moet een oplossing zoeken om de tijdslus te stoppen.

## Ontvangst
Het spel werd door recensenten voornamelijk slecht onthaald. De dialogen zijn een aaneenschakeling van beledigingen, de oplossingen van de puzzels zijn bijna allemaal onlogisch en de personages worden als eentonig ervaren.